# ママはアイドル!
『ママはアイドル!』は、1987年4月14日から1987年6月16日にTBS系にて放送されたテレビドラマである。スペシャルが1987年9月28日と1988年3月30日の2回放送された。TBS系夜8時枠のドラマは『天使のアッパーカット』以来半年ぶりだった。

## あらすじ
妻に先立たれた3児の親である中学校教師・水沢修一。人気アイドルの中山美穂と再婚することになったと子どもたちに打ち明けるが、信じてもらえない。そんな中、美穂が水沢家に押しかけてくる形で一家と同居を始める。だが、娘の晶は結婚に猛反対、美穂を受け入れようとしない。美穂は主婦らしくまた母親らしく振る舞えるよう努力する一方、晶も少しずつ美穂を理解していくが世間には結婚したことを内緒にしたままアイドルを続けているので様々な騒動が起こる。
1987年9月のスペシャル番組（番外編）はNG集やミニコント仕立ての『ママはアイドル!』・中山の歌などで構成され、続編ではなかった。翌年3月のスペシャル番組（完結編）では、その後の一家を描いた通常のドラマに仕立てられている。

## キャスト

### 主人公
中山美穂：中山美穂
実在のアイドル。ただし本作では「中山美穂」は芸名。結婚前の本名は野々村裕美（ののむらゆみ）。移動車からテレビ局などに入る時に、なぜかいつもラジカセを持っている。母親としてはおっちょこちょいで料理でのミスが多く、3人の子供達を平気で甘やかしている。また、3人の子供達を「くん」付けで呼ぶ。

### 水沢家
水沢家は美穂と結婚するまでは母親を事故で亡くしたため、父子家庭であった。
水沢修一：三田村邦彦
晶の通う学校で教鞭を執るごく普通の教師（つまり晶は教え子の一人）。妻と事故で死別後、独身のまま3人の子どもを育てる。小学校勤務時代の担任クラスにいたのが美穂。ひょんなことから美穂と再会、結婚する。穏やかな性格だが、自ら意見をはっきりと言えないところがある。
水沢晶：後藤久美子
水沢家長女。私立中学に通う中学校2年生、サッカー部マネージャー。気難しい性格で反抗的な態度を取っており、修一にとっては手のかかる存在である。美穂のことを母親として受け入れられず、事あるごとに衝突するが、次第に理解を深めていく。最終回では「辞めないで」と言葉を投げかけた。実母が亡くなった後、ほとんどの家事を一人で担ってきた。少年隊（特に錦織一清）の大ファン。
水沢賢一郎：永瀬正敏
水沢家長男。早稲田大学を目指す予備校生。父親が突然アイドルと再婚し家庭内のてんやわんやで勉強に身が入らない。父親の妻である美穂に片思いする。完結編では早大に合格する。
水沢伸二：大原和彦
水沢家次男。小学6年生。典型的なやんちゃで出しゃばりな少年であり、それが元で修一や兄姉にたしなめられることも多い。美穂のファンであり、結婚前からの入り待ちの常連。

### 時田家
時田家は水沢家の向かいに住む母子家庭。
時田ゆか子：風吹ジュン
お向かいに住む未亡人。修一との再婚を望み、色々世話を焼こうとする。料理上手で水沢家によく差し入れをする。
時田繭子：山下亜紀
晶の同級生で親友。サッカー部マネージャー。弟の忠とは仲が良いが、母親のゆか子には反抗的な一面もある。
時田忠：石堂穣
伸二の同級生。望遠鏡で近所の家の覗きをするのが趣味。

### スタッフ
高橋清一：松澤一之
美穂のマネージャー。典型的なお調子者。
ミカ：室井滋
（第3、5、6、7、9、10話、完結篇）
TBSのメイク係。美穂と仲が良く、良き相談相手であるが、完結編では自殺を図ってしまう。
事務所社員：川俣しのぶ
アップルプロ社員。

### 武蔵野中学
武蔵野中学は修一と晶が通う私立の中学校。
高野茂樹：長尾豪二郎
晶の中学校の上級生でサッカー部キャプテン。晶とつきあっている。美穂の大ファン。親の都合で転校することに（最終回）。完結篇で再会。
鹿内校長：大塚周夫
第7、10話、完結篇
サッカー部員：高橋良明
（第9、10話）

### その他
鳥羽勇：田島真吾
美穂が演じる劇中テレビドラマ『新妻物語』で夫役。完結篇同役。
ナレーション：中村正

### ゲスト
加藤茶、志村けん
1話冒頭『加トちゃんケンちゃんごきげんテレビ』司会者
カメラマン：加納典明
（第1話）
アイドル歌手：立花理佐
第1話オープニング前のBGMにて登場
アイドル歌手：畠田理恵
第1話オープニング直後に登場
司会者：吉田照美
第2話「アフター5」司会者
アシスタント：徳元かずみ
第2話『アフター5』アシスタント
家具店店員：後藤康夫
第3話、完結篇
ショップ店員：水木薫
第3話ランジェリー店店員
男子生徒：石川博之
第3話、第10話
太田先生：村田雄浩
第4話家庭訪問の先生
ラジオDJ：松宮一彦
第4話
司会者：生島ヒロシ
第4話『そっくりショー』司会者
鳥羽の母親：石井富子
第5話『新妻物語』鳥羽の母親役
旅館の仲居：青木和代
第5話
司会者：志賀正浩
第6話「ファーストラブ」司会者
春日芳樹：柄沢次郎
第6話「ファーストラブ」美穂の初恋役、賢一郎の同級生
田所：矢野泰二
第6話賢一郎の同級生
篠田：関昌治
第6話賢一郎の同級生
高野真紀子：森下愛子
第7話高野茂樹母親／晶らの母親二役
松本清美：黒田福美
第8話修一の学生時代の友人
網浜直子：網浜直子
第8話アイドルで美穂の親友
レポーター：藤木孝
第8話『スターが訪問』レポーター、完結篇『お昼に会いましょう!』司会者
ディレクター：水森コウ太
第8話『スターが訪問』ディレクター
審査員：田山涼成
第9話美穂の回想シーンの審査員
本屋の店主：神山卓三
第10話
警察官：須永慶
第10話晶を補導した警察官
レポーター：佐渡稔
第10話芸能レポーター
司会者：中丸新将
第10話『芸能ニュース』司会者
進行係：真砂皓太
第10話コンサート進行係
黒柳徹子：黒柳徹子
完結篇『ザ・ベストテン』司会者
松下賢次：松下賢次
完結篇『ザ・ベストテン』司会者
中山美穂：可愛かずみ
ホステス、役名は源氏名
菊池桃子：古沢みづき
ホステス、役名は源氏名
アシスタント：会田恵美子
『お昼に会いましょう!』アシスタント
司会者：高橋進
料理番組司会者
医者：伊藤正博
過労で倒れた美穂を治療
石橋貴明、篠ひろ子、地井武男、森光子
完結篇放送後の『時間ですよスペシャル』番宣

## 主題歌
「派手!!!」中山美穂（キングレコード）
第3話よりオープニングがロングバージョンに変更。

## スタッフ
- 脚本：吉本昌弘
- 演出：遠藤環、吉田秋生 、伊藤一尋
- プロデューサー：八木康夫（TBS）
- 制作協力：東通、緑山スタジオ・シティ

## ドラマの特色
- 当時人気が絶頂期にあった中山美穂と後藤久美子という2大アイドルの共演ということで話題を呼んだ。
- ドラマのタイトル及び基本シチュエーションは1972年に放送された岡崎友紀主演のドラマ『ママはライバル』を意識したものである。
- 人気のアイドル歌手が実は子持ちの男性と結婚しており世間には秘密というシチュエーションコメディーであり、芸能界のバックステージドラマという一面を持つ。結婚の事実は家族とマネージャーなどごく一部の人しか知らない絶対の秘密事項である（発覚した場合は格好のショウビズネタとなる）ため、状況によってばれそうになるのを必死で隠そうとするというパターンギャグとドタバタの末家族の絆が深まっていくというシリアスな面がうまくミックスされている。架空の設定と現実の芸能界、TV界がリンクしており芸能人やスタッフなどが実名、時に本人役でしばしば登場した。当時の中山のマネージャーの名前も実際に高橋である。関係者が本人として登場するときには、画面に「ホンモノ」というテロップが出る。
- 実際の中山のコンサート映像なども使用された。

## その他
- 当時の人気コンテンツプロ野球・巨人戦の裏番組にも関わらず高視聴率を記録し、この年の民放の連続ドラマの平均視聴率ランキングでは『男女7人秋物語』、『水戸黄門・第17部』に次ぎ3位となった。
- このドラマから使用された中山美穂の「ミポリン」という愛称はプロデューサーの八木氏が小泉今日子の愛称「キョンキョン」をヒントに名付けた。ドラマ中で頻繁に使用され、以降ドラマ終了後も中山美穂の愛称として定着した。
- 永瀬正敏は本作でいきなり「母」になった同年代の「アイドル」美穂に対する複雑な心理に揺れ動く賢一郎を演じたがまだ注目される前であり、スペシャルでの出演者を交えたトークコーナーでも「長男を演じた若手俳優」以上の扱いではなかった。司会者にも「永瀬さん」ではなく「では、「お兄さん」は?」と話を振られて、照れながらほんの少ししゃべる程度であった。彼が『ミステリー・トレイン』で注目され、広く名前が知られるようになるのはその3年後のことである。
- 第1話で水沢家の長男・賢一郎（永瀬）が小泉今日子の写真集をバッグから取り出し、やに下がる表情を見せるシーンがある。なお、永瀬は1995年に小泉と結婚したものの、のちに離婚している。
- オープニングナレーションはアメリカの人気ドラマ『奥さまは魔女』の日本語版を意識したものとなっており、ナレーターも同じ中村正が担当している。オープニングの直前には必ず、出演者全員が静止しストップモーションを模した演技をする。
- オープニングでは中山がスタジオセットのステージに立ち主題歌を歌い、中山美穂と後藤久美子によるメイキング映像と交互に流れる。セット後方の映像は『鉄腕アトム』[4]、『ひみつのアッコちゃん』、『ジャングル大帝』のアニメ画像が流れる（1、2話除く）。1話では当時同局で放送していたバラエティ番組『加トちゃんケンちゃんごきげんテレビ』に中山がゲスト出演し同番組中で歌う設定のものがそのままオープニング映像として流れた。2話ではドラマ中の中山美穂が主演しているという設定のドラマ『新妻物語』の撮影の設定が途中からオープニングに変わり、『新妻物語』で着用していたウエディング・ドレス姿の中山がそのままマイクを持ちステージ・セットに移動して主題歌を歌っている。
- 最終回、美穂がコンサートのステージ上で結婚していることを公表するというクライマックスシーンで『You're My Only Shinin' Star』が使われている。この曲は最終回当時、アルバムの一収録曲に過ぎなかったが、中山が以前からお気に入りの曲であったことと最終回で歌われたことで人気になったことから、完結篇放送前月の1988年2月に新録したものがシングルとして発売された。なお、完結編のクライマックスシーンでもこの曲が歌われている。
- テレビドラマ『うちの子にかぎって…』のスペシャルに中山と後藤が出演しこのドラマの宣伝を行った。
- 2012年4月よりこのドラマの事実上のリメイクである『パパドル!』が放送されることになった(制作発表時の仮タイトルは『パパはアイドル!』だった)。なお、同作の出演者の大半はこのドラマの放送終了後にデビューしている。なお、それ以前に本作をオマージュした[要出典]『ムコ殿』及び『ムコ殿2003』がフジテレビ系列で放映されている。
- 大原和彦は後藤久美子の弟という設定だったが、実際は学年が同じである。

## サブタイトル
| 各話                                                           | 放送日        | サブタイトル                                   | 演出     | 視聴率 |
| -------------------------------------------------------------- | ------------- | ---------------------------------------------- | -------- | ------ |
| 第1話                                                          | 1987年4月14日 | ナカヤマです、ヨロシク!                        | 遠藤環   | 27.2%  |
| 第2話                                                          | 1987年4月21日 | 結婚なんてゆるさない!                          | 遠藤環   | 20.4%  |
| 第3話                                                          | 1987年4月28日 | 初夜物語                                       | 吉田秋生 | 22.1%  |
| 第4話                                                          | 1987年5月5日  | ママがそっくりショーに出ちゃった!!             | 吉田秋生 | 23.8%  |
| 第5話                                                          | 1987年5月12日 | 二人きりになりたーい!                          | 伊藤一尋 | 19.5%  |
| 第6話                                                          | 1987年5月19日 | 小さな恋のものがたり                           | 遠藤環   | 21.5%  |
| 第7話                                                          | 1987年5月26日 | スケ番ママ                                     | 吉田秋生 | 20.7%  |
| 第8話                                                          | 1987年6月2日  | 史上最大の夫婦ゲンカ                           | 吉田秋生 | 21.1%  |
| 第9話                                                          | 1987年6月9日  | 衝撃デビュー! 母娘アイドル                     | 伊藤一尋 | 22.2%  |
| 最終話                                                         | 1987年6月16日 | おかあさん引退しないで! 涙のさよならコンサート | 遠藤環   | 28.6%  |
| 平均視聴率 22.7%（視聴率はビデオリサーチ調べ、関東地区・世帯） |               |                                                |          |        |